# Austastlücke
Die Austastlücke (auch Austastimpuls genannt) bezeichnet in der Fernsehtechnik die Zeit, in welcher der Elektronenstrahl einer Bildröhre dunkel geschaltet an den Ausgangspunkt zurückgeführt wird. In diesem Zeitraum wird die Bildübertragung unterbrochen (ausgetastet). Es gibt die horizontale Austastlücke für den Weg vom Ende der Zeile zurück zu ihrem Anfang und die vertikale Austastlücke für den Weg vom unteren Ende des Bildes zurück nach oben.

## Weitere Nutzung
In der vertikalen Austastlücke sind neben einigen Synchronisationsinformationen (zur Vermeidung von Laufbildern) seit den 1980er Jahren zusätzlich digitale Daten enthalten. So nutzen die meisten Fernsehsender diesen Bereich zur Übertragung von Teletext (in Deutschland von ARD und ZDF unter dem Namen Videotext eingeführt), dem VPS-Signal, dem elektronischen Programmführer EPG und, mit der Einführung von PALplus, Informationen zum Bildformat.
Fernsehgeräte mit Fabrikationsdatum bis in die 1970er Jahre hinein wurden schaltungstechnisch so ausgelegt, dass die "schwarze" Austastlücke mithalf, den Strahlrücklauf zu unterdrücken. Vorhandene Nutzdaten an dieser Stelle machen sich als Bildstörungen bemerkbar. Bei neueren Geräten lediglich als tanzende weiße Streifen am oberen Bildrand, bei älteren Geräten wird teilweise auch der Strahlrücklauf zum oberen Bildrand hin selbst sichtbar.
Beim Verfahren Sound in Sync werden in der horizontalen Austastlücke zwischen den Bildzeilen digitale Audioinformationen in das Fernsehsignal eingearbeitet.

### Geschichte
Ab 1980 wurde der bereits erwähnte Teletext übertragen. Seit 1986 wurden Daten bei der Sendung WDR Computerclub mittels eines Videodat genannten Verfahrens übertragen. Die Daten wurden allerdings am oberen Rand des Fernsehbildes platziert, also nicht in der Austastlücke selbst. Ab 1990 wurden vom Channel Videodat mit diesem Verfahren Computerdaten in der Austastlücke übertragen. Er benutzte ab 1990 den Fernsehsender ProSieben, um parallel zum Fernsehbild Daten mit einer Geschwindigkeit von 15 Kilobit pro Sekunde zu übertragen.
Ein weiterer Dienst, der die Austastlücke nutzte, war Intel Intercast. Die mit Intercast übertragenen Inhalte waren vom jeweiligen Fernsehsender ausgewählte Internetseiten, welche dem HTML-Standard entsprachen. Für den Empfang wurde ein PC mit TV-Karte sowie das Programm Intel Intercast Viewer benötigt. In den USA nutzten u. a. die Sender CNN, MTV und NBC den Dienst zur Übertragung von Informationen wie z. B. Nachrichten und Börsendaten. In Deutschland nutzte das ZDF seit der IFA 1997 diesen Dienst zur kostenlosen Übertragung von Webseiten. Ende 1998 hatte das Pilotprojekt etwa 200.000 Nutzer. Im selben Jahr begann auch das Deutsche Sportfernsehen (DSF) mit der Nutzung der Intercast-Technik. Auf Grund guter Umfrageergebnisse entschied sich das ZDF 1998 dazu, das Projekt um ein weiteres Jahr zu verlängern. Da die Auswahl angebotener Webseiten durch die Fernsehsender jedoch sehr begrenzt war und gleichzeitig die Internet-Einwahlkosten über die Telefonleitung zu dieser Zeit stetig sanken, wurde die Intercast-Technik schon bald völlig durch den Internetzugang via Modem, ISDN und DSL verdrängt.
Ein weiteres Beispiel für die Datenübertragung in der Austastlücke war r@dio.mp3, das ab März 2000 Musik in Form von MP3-Dateien sowie Titel- und Coverinformationen anstelle von Videotext auf dem Kanal von NBC SuperChannel übertrug. Diese konnten von PCs mit einer TV-Karte dekodiert werden. Die Datenrate dieses Dienstes reichte aus, um die MP3-Dateien mit 128 kbit/s in Echtzeit zu den Empfängern zu übertragen. Viele Benutzer bauten mit zusätzlichen Plugins Musiksammlungen auf. Der Sendebetrieb wurde im Juni 2001 eingestellt, nachdem der Betreiber Musicplay GmbH durch den Ausfall der nötigen Folgeinvestitionen im Umfeld des Börsencrashs Insolvenz anmelden musste. Von April 2002 bis April 2003 nutzte mit Megaradio.mp3 ein weiterer Sender diese Technik. Kurz darauf gab es verschiedene Versuche, das Angebot kostenpflichtig weiterzuführen, jedoch verliefen alle Bemühungen der Betreiber im Sande. Die hierzu verwendete Übertragungstechnik wird als TV Radio Cast bezeichnet.
Ärger gab es 2003, als Eurosport mit einem Erotikanbieter kooperierte, um einen Abo-Dienst für Pornofilme unter der Bezeichnung „Sexxxcast.TV“ über die Austastlücke anzubieten. Da Eurosport zum damaligen Zeitpunkt aber noch im Digitalpaket des ZDF vertreten war, entstand viel Wirbel (das ZDF drohte sogar mit Rauswurf Eurosports aus dem Digitalpaket, was am 1. Januar 2006 nach Änderungen am Rundfunkstaatsvertrag trotzdem geschah) und die Kooperation wurde schon nach kurzer Zeit wieder beendet. Wiederbelebungsversuche seitens des Diensteanbieters scheiterten. Die hierzu verwendete Übertragungstechnik wird ebenfalls als TV Radio Cast bezeichnet. 